# ジョン・リルバーン

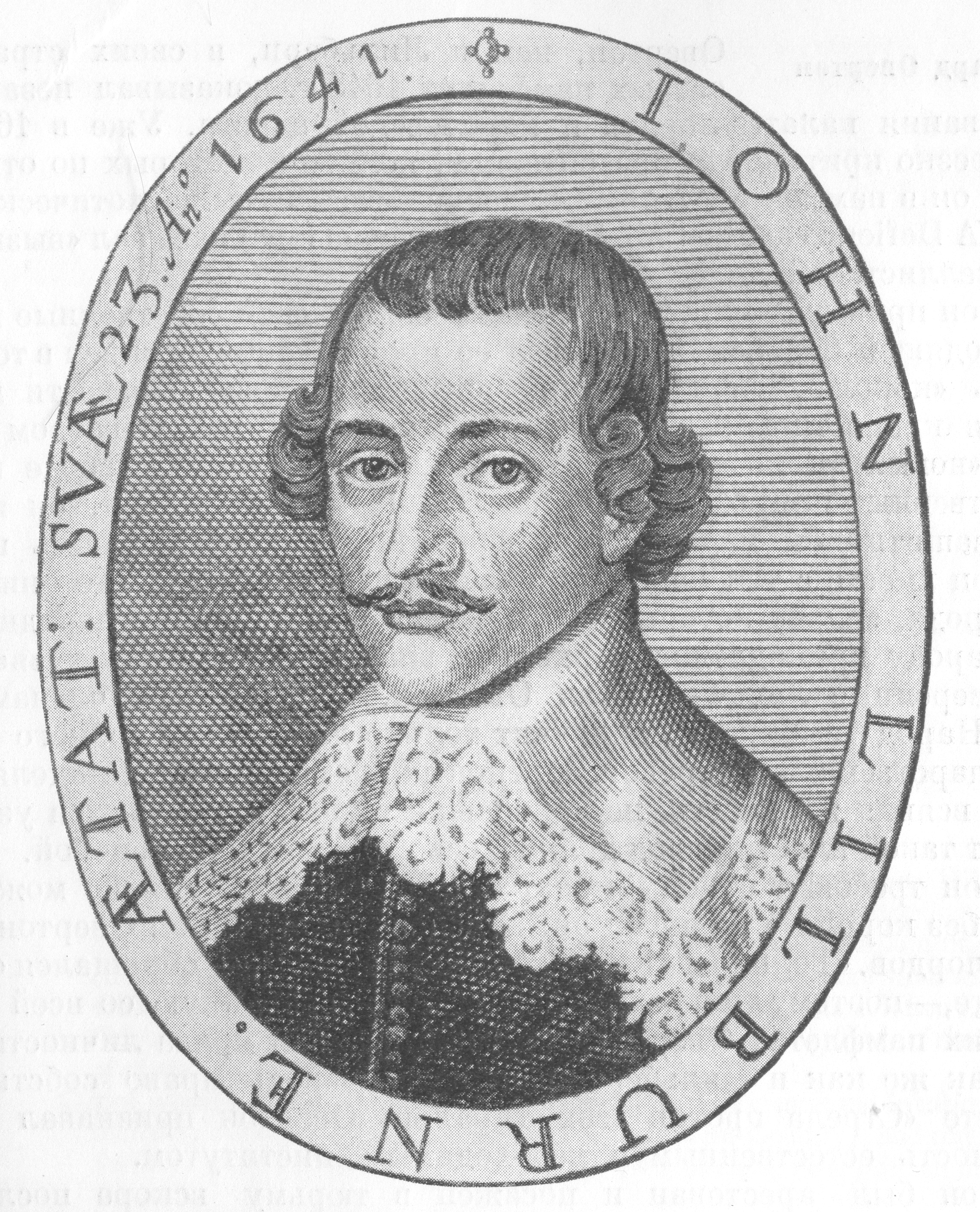
ジョン・リルバーン、ジョージ・グローヴァーによる版画（1641年）

ジョン・リルバーン（英：John Lilburne, 1614年 - 1657年8月29日）は、清教徒革命（イングランド内戦）期のイングランドの軍人、政治家、作家。平等派を率いて急進的な社会改革運動を主導、パンフレットで大衆を扇動したが、運動は軍に鎮圧され、自身も捕らえられ失意のうちに病死した。

## 生涯
イングランド北部ダラムでリチャード・リルバーンの子として生まれる。父はジェントリでエリザベス1世の宮廷に仕えたことがあった。また軍人のロバート・リルバーンは兄である。
1630年頃からロンドンで仕立屋の徒弟として働き、カルヴァン主義の洗礼を受け、革職人の徒弟だったウィリアム・キッフィンと親しくなる。ところが、オランダからウィリアム・プリンらピューリタンの文書を密輸入・出版したことが発覚、1638年4月に星室庁で裁かれ鞭打ちの刑にされ投獄されたが、迫害に屈せず監督制を弾劾、1640年に長期議会召集時に釈放された。演説でリルバーンの釈放を要求・実現させたのはオリバー・クロムウェルだったが、皮肉にも2人は後に政治思想で激しく対立し合うことになる。
1642年の第一次イングランド内戦で議会派の軍に参加、ブルック男爵ロバート・グレヴィルの軍に入り10月23日のエッジヒルの戦い、11月12日のブレントフォードの戦いなどに従軍した。ブレントフォードで王党派の捕虜となるも翌1643年5月に釈放、ロンドンへ戻るとクロムウェルの頼みで東部連合へ移り陸軍少佐にまで昇進した。だが1644年7月27日にチックヒル城を占領したが、命令違反を理由に東部連合司令官マンチェスター伯エドワード・モンタギューから絞首刑を宣告された。この時もクロムウェルの介入で取り消されたが、翌1645年に長老派から強制された厳粛な同盟と契約に署名することを拒否して、所属していたニューモデル軍から離れ、ロンドンの民衆と共に政治活動を行う道を選んだ。
以後は貿易利益を独占している冒険商人組合の批判や（旧友キッフィンも批判運動を展開していたが、彼がバプテストで独立派寄りのため袂を分かった）、長老派的な議会やプリンに対する批判を展開、ロンドン下層市民、職人・徒弟の信頼を獲得し彼等の英雄に祭り上げられた。1646年6月に貴族院非難で再度投獄されたが、最初の時と同じく抵抗運動を続け、パンフレットを出して外の民衆に呼びかけ、自然権に基づく人民主権論、普通選挙などを主張して平等派の政治思想を表明し理論的指導者の1人になった。ウィリアム・ウォルウィン、リチャード・オーバートンといった同志と共に内外で抗議活動を行い、大衆がリルバーンの釈放要求を求めるデモや請願が繰り返されるほどになり、平等派は大衆と結びつき政治改革を要求する政治勢力になった。
1648年に独立派牽制を目論む議会の意向で再度釈放されたが、逆にクロムウェルら独立派を支持、第二次イングランド内戦は平等派と独立派の統一が一因でイングランド側の勝利となった。だが1649年に平等派が作成した政治改革案人民協定が独立派の手で修正され、自分達の主張が実質的に破棄されたことに怒り、1月から2月にかけて修正前の人民協定やクロムウェルら独立派とイングランド共和国を非難するパンフレットを発表、3月に政府によりウォルウィン・オーバートンらと共に逮捕されロンドン塔へ投獄された。逮捕に抗議した大衆が抗議文を議会へ提出、獄中のリルバーンもウォルウィンらと共に5月に人民協定改定版を発表、同調した軍の一部が反乱を起こしたが、即座にクロムウェルら軍幹部に鎮圧され、平等派の政治運動は潰えた。
それでも平等派とリルバーンの人気は保たれ、10月の公判で無罪判決が出されて釈放、12月のロンドン市参事会員選挙に当選したが政府により無効とされ、政治から退き石鹸製造業に転職した。転職してからも政府批判を続け消費税徴税請負人を批判するパンフレットを発表して彼等を攻撃、1650年にクロムウェルと和解したが、同年末に弁護士に転身してからは法廷で政府・議会批判を再開した。1651年にリンカンシャーの農民の囲い込み反対運動を支援、再び政府の弾圧に晒されたため1652年2月にオランダへ亡命した。1653年7月に非合法で帰国したため逮捕、1654年から1655年にジャージー島で監禁された。晩年はドーヴァー城など各地の城を転々として囚人生活を送り、1657年に仮釈放され外出を許された期間で病死した。死の前年の1656年にクエーカーに改宗したといわれ、著書『ドーヴァー城の囚人ジョン・リルバーンの再生』で改宗と世俗に対する挫折感を表明している。遺体はロンドンの教会墓地に埋葬された。